# Claudio Daniel Pérez
Claudio Daniel Pérez (José C. Paz, Buenos Aires, Argentina; 26 de diciembre de 1985), también conocido como  «Chiqui» Pérez, es un exfutbolista argentino que jugaba como defensor.

## Trayectoria
Se inició en Flandria como mediocampista central, luego pasó por Atlanta y Tiro Federal (siempre en el ascenso argentino), hasta que en 2009 recala en el fútbol chileno, más concretamente en La Serena, donde tuvo un breve paso. Regresó al fútbol local para jugar en Tigre, donde permaneció por dos temporadas (28 partidos, 3 goles). En el año 2011 fue fichado por Belgrano, club en el cual comienza a jugar de marcador central, y consigue un histórico ascenso a Primera División tras superar a River Plate en la promoción de la campaña 2010-11. En el equipo cordobés estuvo 2 temporadas y media, en las cuales sumó 70 partidos y marcó 9 tantos.

### Boca Juniors
En enero de 2013 fue adquirido por Boca Juniors, club del cual admitió ser hincha. En aquel primer semestre, el rendimiento del equipo y el del propio jugador, no fue el esperado. Pérez alternó con Matías Caruzzo y Guillermo Burdisso, aunque ninguno de los tres logró mostrar regularidad. Finalizó el semestre con 15 partidos disputados, 14 de ellos como titular, y un gol convertido.
De cara a la temporada 2013-14, el equipo xeneize sumó a Daniel «Cata» Díaz, y Claudio Pérez partió desde atrás en la consideración del entrenador. En la 12ª fecha, empató el partido en el último minuto ante Godoy Cruz, marcando desde los doce pasos. Dos fechas más tarde, erró un penal decisivo ante San Lorenzo, que le permitía a Boca igualar el encuentro y acercarse a la punta. Para colmo, una fecha después, marcaría un gol en contra frente a Tigre (aunque Boca terminaría revirtiendo el resultado por 2 a 1). A mitad de temporada, dejaron el club Caruzzo y Burdisso, pero se incorporó Juan Forlín, por lo que una vez más, el ex Belgrano arrancó como suplente. En la temporada, alternó buenos y malos rendimientos, pero nunca terminó de acoplarse definitivamente. Finalizó la campaña con 15 partidos jugados (12 como titular) y 1 tanto convertido.
A mediados del 2014, llegó Mariano Echeverría, y tras la salida del DT Carlos Bianchi, el joven Lisandro Magallán comenzó a disponer de mayores oportunidades. Es por eso que Claudio Pérez no pudo disputar muchos encuentros; fueron 8, de los cuales fue titular en 6.
A comienzos de 2015, dejaron el club Echeverría y Forlín (además de que Magallán estaba severamente lesionado), por lo que todo hacía indicar que esta vez, el protagonismo del central sería mayor. Sin embargo, las llegadas de Alexis Rolín y Marco Torsiglieri, más la reaparición de Burdisso (que había regresado al club a mediados del año pasado, pero que había sufrido una rotura de ligamentos) hicieron que Pérez quedase definitivamente relegado en la consideración del técnico Rodolfo Arruabarrena. Debido a esto, el futbolista fue cedido un año a Belgrano, regresando de esta manera al club que le había permitido dar el salto al xeneize.
En total, cerró su ciclo en Boca con 38 partidos jugados, 32 de ellos como titular, y 2 goles anotados.

### Belgrano
El 3 de febrero de 2015 se confirma su vuelta a Belgrano a préstamo hasta diciembre de 2015. En su primer encuentro, Pérez cometió un penal, pero su equipo obtuvo la victoria de todas formas. Fue 3-1 a Nueva Chicago. En la fecha 4 convirtió de penal ante Independiente en la victoria 2 a 1 de visitante, y 3 fechas después sorprendió con un gol de tiro libre al ángulo en la victoria 3 a 1 ante Sarmiento de Junín.
El "Chiqui" tuvo la posibilidad de jugar en el fútbol brasilero, más específicamente en el Atlético Mineiro, pero desistió de esa oportunidad y volvió a Córdoba.

### Banfield
Después de su préstamo en Belgrano tendría que volver a Boca donde no lo tendrían en cuenta y pasaría a ser jugador libre. Y en los últimos días del mercado de pases ficharía por el Club Atlético Banfield.
Debutaría en la primera fecha en la victoria del equipo por 2-0 frente a gimnasia. Teniendo un flojo rendimiento y además con la llegada de Julio César Falcioni perdería la titularidad con Jorge Rodríguez juvenil del club, siendo relegado al banco de suplentes.
En el 2017 rescindiría su contrato, debido a las escasas oportunidades.

### Asociación Deportiva San Carlos
A finales del 2018 Asociación Deportiva San Carlos lo ficha para pelear por el título en la liga de Costa Rica.

## Clubes
| Club         | País       | Año         | PJ | Goles |
| ------------ | ---------- | ----------- | -- | ----- |
| Flandria     | Argentina  | 2004 - 2007 | 47 | 3     |
| Atlanta      | Argentina  | 2007 - 2008 | 14 | 1     |
| Tiro Federal | Argentina  | 2008 - 2009 | 29 | 1     |
| La Serena    | Chile      | 2009        | 14 | 0     |
| Tigre        | Argentina  | 2010        | 28 | 3     |
| Belgrano     | Argentina  | 2011 - 2012 | 83 | 12    |
| Boca Juniors | Argentina  | 2013 - 2014 | 38 | 2     |
| Belgrano     | Argentina  | 2015        | 29 | 3     |
| Banfield     | Argentina  | 2016        | 16 | 0     |
| Puebla       | México     | 2017        | 8  | 0     |
| Flandria     | Argentina  | 2017 - 2018 | 10 | 0     |
| IFK Värnamo  | Suecia     | 2018        | 9  | 0     |
| San Carlos   | Costa Rica | 2018 - 2020 | 9  | 0     |

## Estadísticas
Actualizado el 4 de abril de 2019
| Flandria Argentina                                                           |                     |                     |     |    |   |   |   |    |     |    |
| 2004                                                                         | 3.ª                 | ?                   | ?   | -  | - | - | - | ?  | ?   |    |
| 2004/05                                                                      | 3.ª                 | ?                   | ?   | -  | - | - | - | ?  | ?   |    |
| 2005/06                                                                      | 3.ª                 | ?                   | ?   | -  | - | - | - | ?  | ?   |    |
| 2006/07                                                                      | 3.ª                 | ?                   | ?   | -  | - | - | - | ?  | ?   |    |
| Total                                                                        | Total               | 47                  | 3   | -  | - | - | - | 47 | 3   |    |
| Atlanta Argentina                                                            |                     |                     |     |    |   |   |   |    |     |    |
| 2007/08                                                                      | 3.ª                 | 14                  | 1   | -  | - | - | - | 14 | 1   |    |
| Total                                                                        | Total               | 14                  | 1   | -  | - | - | - | 14 | 1   |    |
| Tiro Federal Argentina                                                       |                     |                     |     |    |   |   |   |    |     |    |
| 2008/09                                                                      | 2.ª                 | 29                  | 1   | -  | - | - | - | 29 | 1   |    |
| Total                                                                        | Total               | 29                  | 1   | -  | - | - | - | 29 | 1   |    |
| La Serena · Chile                                                            | 2009                | 1.ª                 | 14  | 0  | - | - | - | -  | 14  | 0  |
| La Serena · Chile                                                            | Total               | Total               | 14  | 0  | - | - | - | -  | 14  | 0  |
| Tigre Argentina                                                              | 2010                | 1.ª                 | 12  | 2  | - | - | - | -  | 12  | 2  |
| Tigre Argentina                                                              | 2010                | 1.ª                 | 16  | 1  | - | - | - | -  | 16  | 1  |
| Tigre Argentina                                                              | Total               | Total               | 28  | 3  | - | - | - | -  | 28  | 3  |
| Belgrano Argentina                                                           | 2011                | 2.ª                 | 18  | 1  | - | - | - | -  | 18  | 1  |
| Belgrano Argentina                                                           | 2011/12             | 1.ª                 | 34  | 5  | 2 | 0 | - | -  | 36  | 5  |
| Belgrano Argentina                                                           | 2012                | 1.ª                 | 16  | 3  | - | - | - | -  | 16  | 3  |
| Belgrano Argentina                                                           | 2015                | 1.ª                 | 15  | 3  | 1 | 0 | - | -  | 16  | 3  |
| Belgrano Argentina                                                           | Total               | Total               | 83  | 12 | 3 | 0 | - | -  | 86  | 12 |
| Boca Juniors Argentina                                                       |                     |                     |     |    |   |   |   |    |     |    |
| 2013                                                                         | 1.ª                 | 9                   | 0   | 2  | 0 | 4 | 1 | 15 | 1   |    |
| 2013/14                                                                      | 1.ª                 | 15                  | 1   | -  | - | - | - | 15 | 1   |    |
| 2014                                                                         | 1.ª                 | 5                   | 0   | 0  | 0 | 3 | 0 | 8  | 0   |    |
| Total                                                                        | Total               | 29                  | 1   | 2  | 0 | 7 | 1 | 38 | 2   |    |
| Banfield Argentina                                                           |                     |                     |     |    |   |   |   |    |     |    |
| 2016                                                                         | 1.ª                 | 16                  | 0   | -  | - | - | - | 16 | 0   |    |
| Total                                                                        | Total               | 16                  | 0   | -  | - | - | - | 16 | 0   |    |
| San Carlos · Costa Rica                                                      |                     |                     |     |    |   |   |   |    |     |    |
| 2018                                                                         | 2.º                 | 3                   | 0   | -  | - | - | - | 3  | 0   |    |
| Total                                                                        | Total               | 3                   | 0   | -  | - | - | - | 3  | 0   |    |
| Total en su carrera                                                          | Total en su carrera | Total en su carrera | 256 | 21 | 5 | 0 | 7 | 1  | 268 | 22 |
| (1)Incluye Copa Argentina. (2)Incluye Copa Libertadores y Copa Sudamericana. |                     |                     |     |    |   |   |   |    |     |    |